# 스포츠카

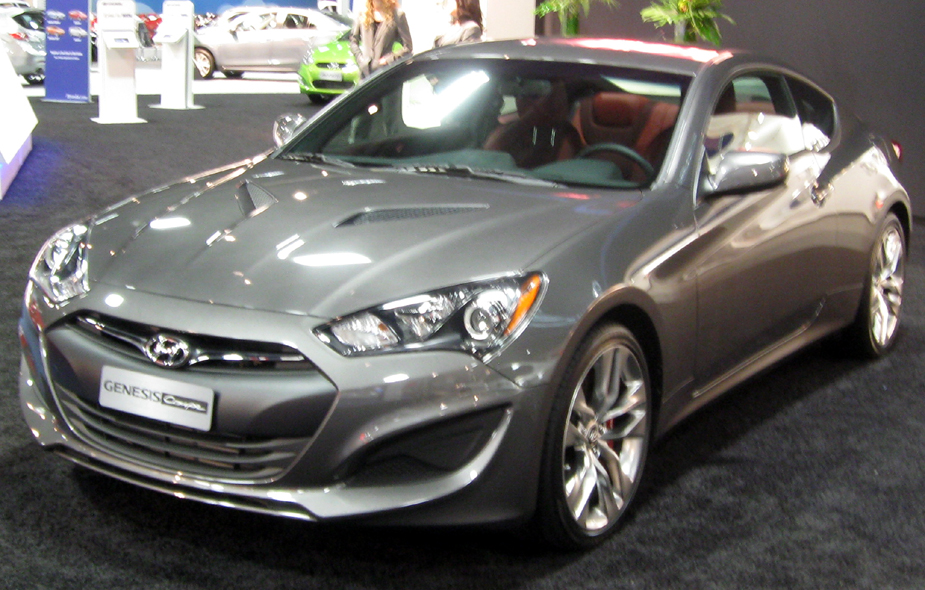
현대 제네시스 쿠페

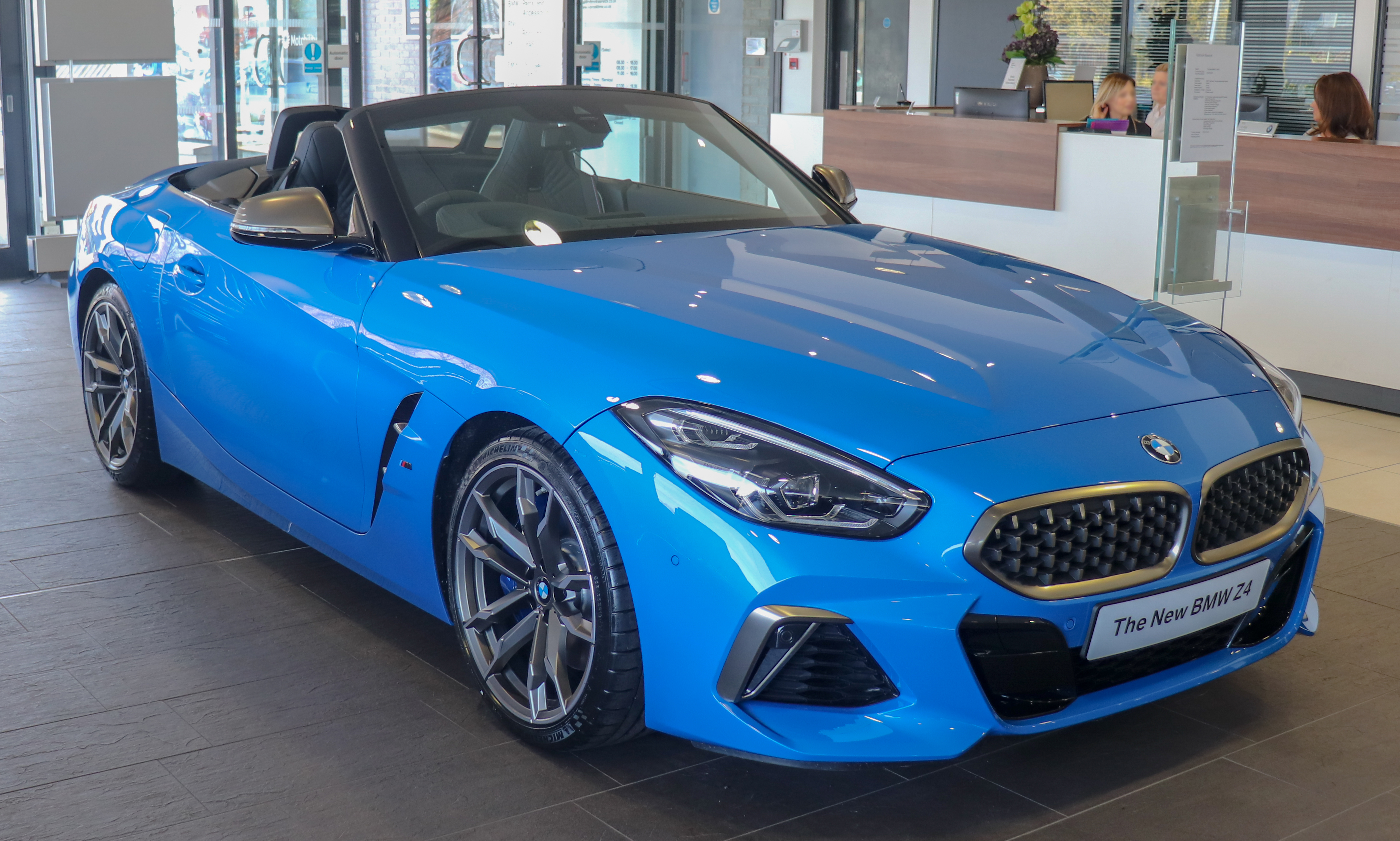
BMW Z4

스포츠카(영어: sports car, 문화어: 스포츠 자동차)는 고속으로의 주행을 목적으로 개발된 승용차의 종류이다. 때문에 스포츠카는 속도의 특성상, 수동변속기가 많이 사용된다. 전문가들 간에도 스포츠카에 대한 정확한 정의가 분분하지만, 보통의 스포츠카는 2인승이고 2도어 쿠페의 형태에 뛰어난 조향 성능과 가속 성능, 그리고 무엇보다도 미려한 외형을 가지고 있다. 또한, 스포츠카는 승차감, 실내 공간, 경제성보다는 가벼운 중량에 강한 엔진 출력, 뛰어난 도로 접지력, 그리고 우수한 제동능력을 중점으로 설계되어 스포츠 감각의 주행을 가능하게 함으로써 운전자에게 운전의 즐거움을 주는 승용차이다. 스포츠카의 운전자들은 브랜드 이름과 자동차 경주에서의 평판, 그리고 유서깊은 자동차 제조사(페라리, 맥라렌, 람보르기니)를 스포츠카의 품질에 영향을 미친다고 판단한다. 스포츠카가 아닌 다른 승용차에서도 스포츠카 수준의 성능을 내는 경우가 있다. 스포츠 컴팩트카, 스포츠 세단, 머슬카, 핫해치와 같은 부류들이 그러한데, 보통 스포츠카로 분류되지는 않는다. 스포츠카와 유사한 자동차 종류로 GT카가 있는데, GT카는 스포츠카보다는 승차감에 좀 더 비중을 둔 고성능 자동차의 일종이다. 스포츠카는 크고 강력한 엔진을 탑재해야 한다는 것이 필수 조건은 아니지만, 대부분 크고 강력한 엔진을 가지고 있다. 스포츠카의 필수 조건으로는 바로, 후륜구동 방식이 채택되어야 한다는 것이다. 영국에서 제조된 초기의 스포츠카들은 엔진 출력이 약해 현대의 머슬카보다 가속력이 떨어졌지만, 저중량, 정교하게 조립된 섀시, 혁신적인 현가장치 때문에 뛰어난 조향성능을 가지고 있었다. 이러한 예의 대표적인 경우, 로터스 자동차에서 제작한 스포츠카들이다. 곡선이 많은 도로에서는 이렇게 제작된 자동차들이 유리한데, 무겁고 강력한 엔진의 자동차들보다 코너링 능력이 좋아 훨씬 효과적인 주행이 가능하다. 북미 시장에서는 자동차 안전에 관한 규제로 인해 많은 스포츠카가 미국과 캐나다에서 판매되지 못할뿐더러 주행도 하지 못하고 있다. 영국을 비롯한 유럽과 아랍 세계에서는 자동차 안전 규제에 대해 북미보다는 더 유연한 입장을 취하고 있어 많은 자동차 전문가들이 소규모 회사를 설립하고 스포츠카를 제조하고 있다. TVR, 노블, 파가니 등등이 대표적인 경우이다.

## 같이 보기
- 자동차 분류
- 컨버터블
- 쿠페
- GT카
- 머슬카
- 로드스터
- 슈퍼카